# Adalbert Gyrowetz

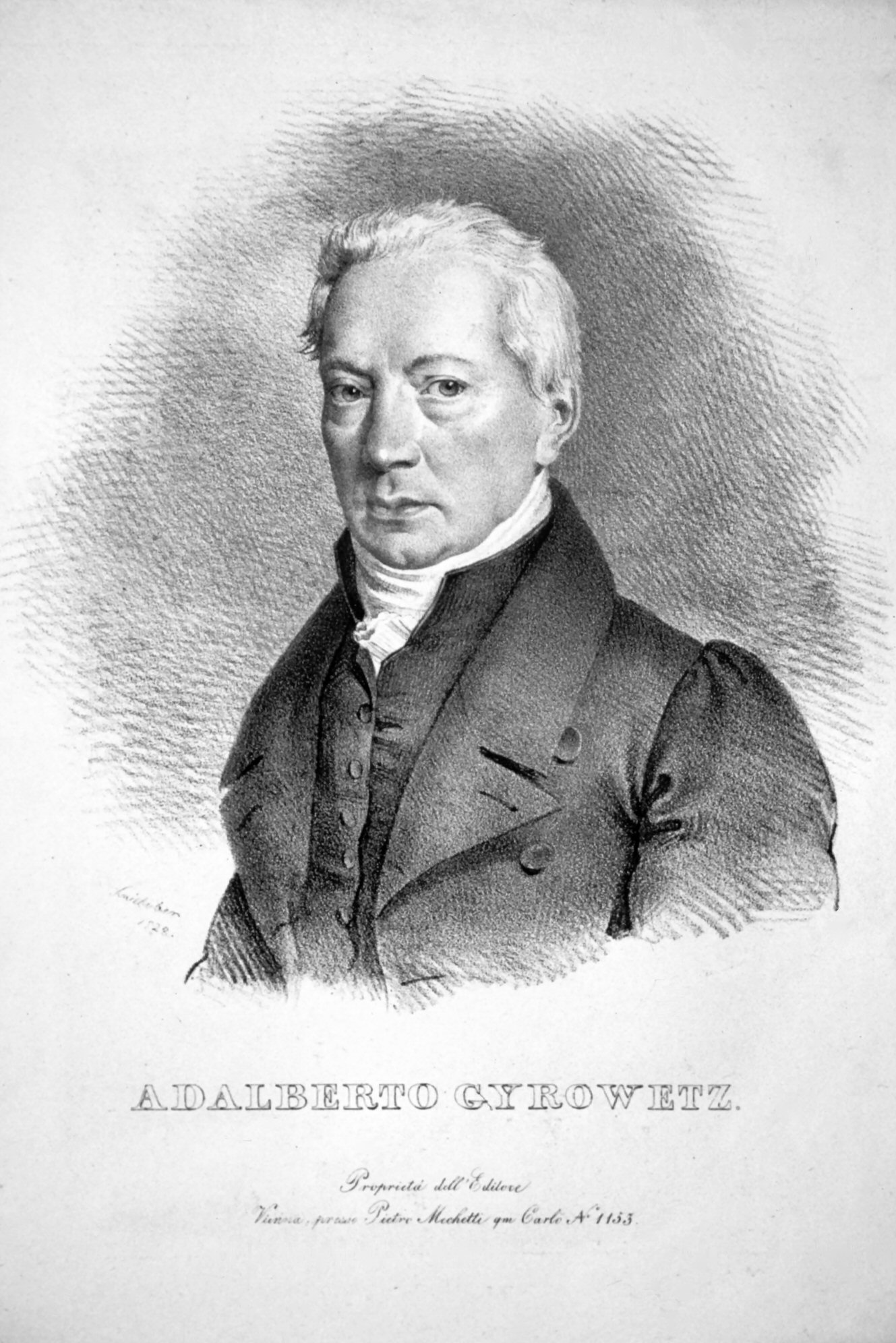
Adalbert Gyrowetz, Lithographie von Josef Kriehuber, 1828

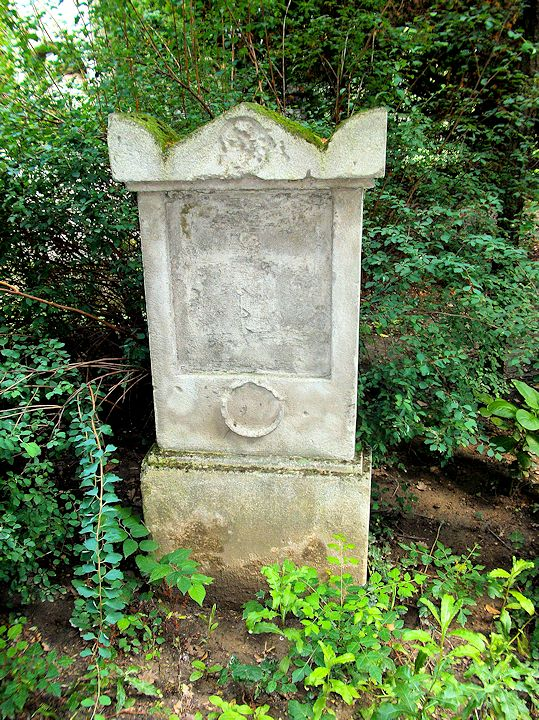
Das Grab von Adalbert Gyrowetz im Gräberhain des Währingerparks

Adalbert Gyrowetz, tschechisch Vojtěch Matyáš Jírovec (* 19. Februar 1763 in Budweis, Böhmen; † 19. März 1850 in Wien) war ein böhmisch-österreichischer Komponist.

## Leben und Wirken
Adalbert Gyrowetz erhielt früh Unterricht in Gesang und Violine und während seiner Gymnasialzeit in Orgel und Generalbass. Nach seinen Studien in Prag trat er in Brünn in die Dienste des Grafen Johann Franz von Fünfkirchen. Anschließend besuchte er zahlreiche damalige Musikzentren Europas. In London traf er 1791/92 auf Joseph Haydn, dessen Stil und Harmonik seine dort komponierte Kammermusik und seine Sinfonien beeinflusste. Einige seiner Werke wurden sogar irrtümlich Haydn zugeschrieben. 1793 kam er nach Wien, wo er von 1804 bis 1831 Hoftheater-Kapellmeister war.
Er komponierte zahlreiche geistliche Werke, Opern, Singspiele, Ballette und über 60 Sinfonien, Streichquartette, Klaviersonaten. Das von Felice Romani geschriebene Libretto zu seiner Oper Il finto Stanislao (1818) wurde später von Giuseppe Verdi mit nur geringfügigen Änderungen als Grundlage seiner frühen opera buffa mit dem Titel Un giorno di regno (1840) wiederverwendet.
Mit einem seiner Klavierkonzerte debütierte der achtjährige Frédéric Chopin. 
Im Jahr 1894 wurde in Wien-Penzing (14. Bezirk) die Gyrowetzgasse nach ihm benannt und 2014 ein Asteroid: (250374) Jírovec.